# Acraea medoa
Acraea medoa är en fjärilsart som beskrevs av Palisot de Beauvois 1805. Acraea medoa ingår i släktet Acraea och familjen praktfjärilar. Inga underarter finns listade i Catalogue of Life.